# Black Sea (Christian Fennesz)
Black Sea è il quarto album in studio del musicista elettronico Fennesz. L'LP è stato distribuito il 25 novembre 2008, mentre l'uscita di un CD è seguita il 9 dicembre 2008 con diverse opere d'arte. Il brano Saffron Revolution è stato pubblicato come singolo prima dell'uscita dell'album.

## Tracce
1. Black Sea – 10:11
2. The Colour of Three – 8:06
3. Perfume For Winter – 4:35
4. Grey Scale – 4:09
5. Glide – 9:22
6. Vacuum – 3:58
7. Glass Ceiling – 5:49
8. Saffron Revolution – 5:52